# Acritus strigosus
Acritus strigosus är en skalbaggsart som beskrevs av J. L. Leconte 1853. Acritus strigosus ingår i släktet Acritus och familjen stumpbaggar. Inga underarter finns listade i Catalogue of Life.